# Ernestia vagans
Ernestia vagans är en tvåvingeart som först beskrevs av Johann Wilhelm Meigen 1824.  Ernestia vagans ingår i släktet Ernestia, och familjen parasitflugor. Arten är reproducerande i Sverige.